# Evangelische Kirche Tschöran

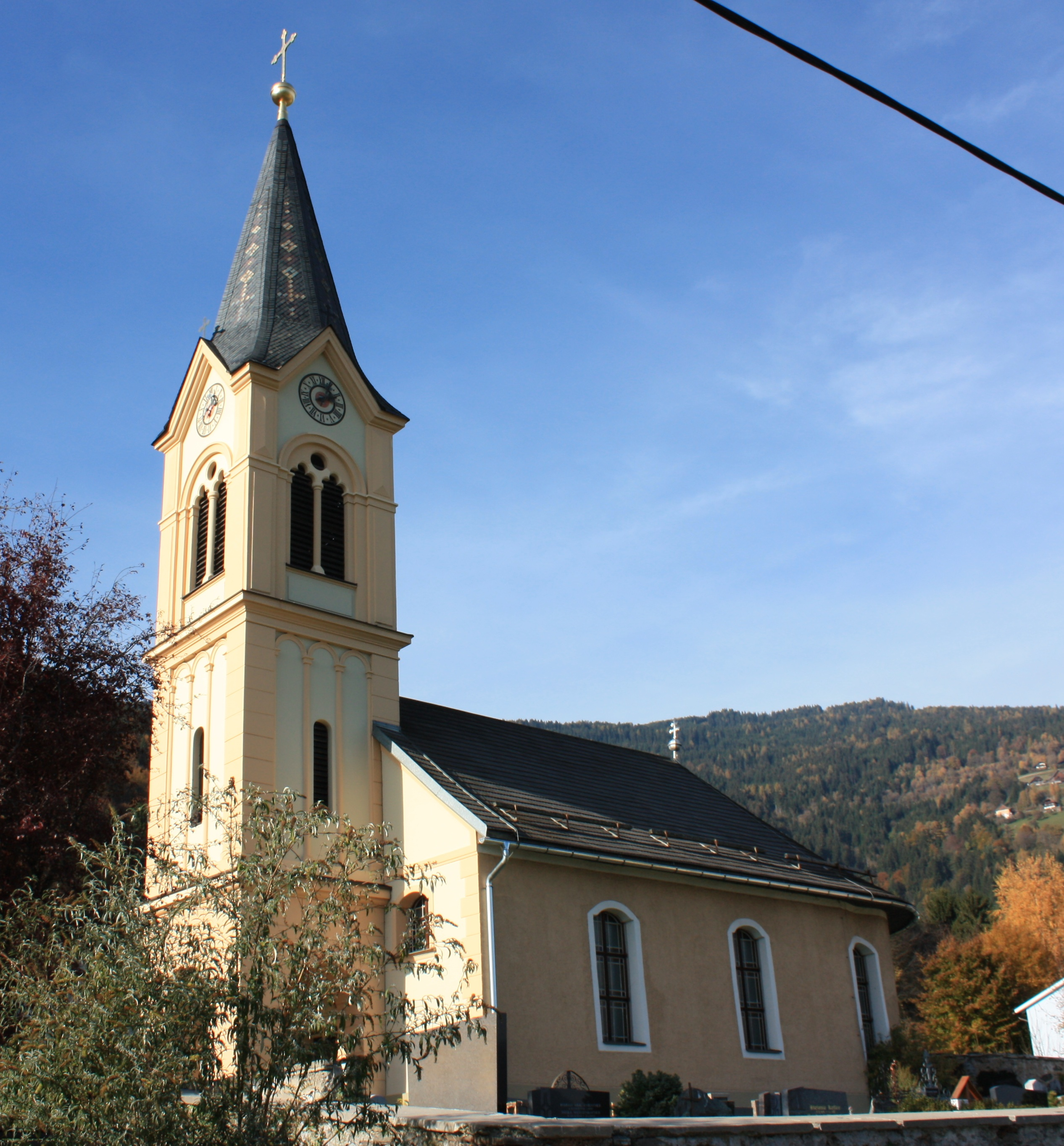
Evangelische Kirche Tschöran

Die Evangelische Kirche Tschöran ist die evangelische Kirche im Ortsteil Tschöran in Steindorf am Ossiacher See in der Katastralgemeinde Stiegl. Die Pfarrgemeinde in der Superintendentur Kärnten und Osttirol  ist seit 1958 selbständig.

## Bauwerk

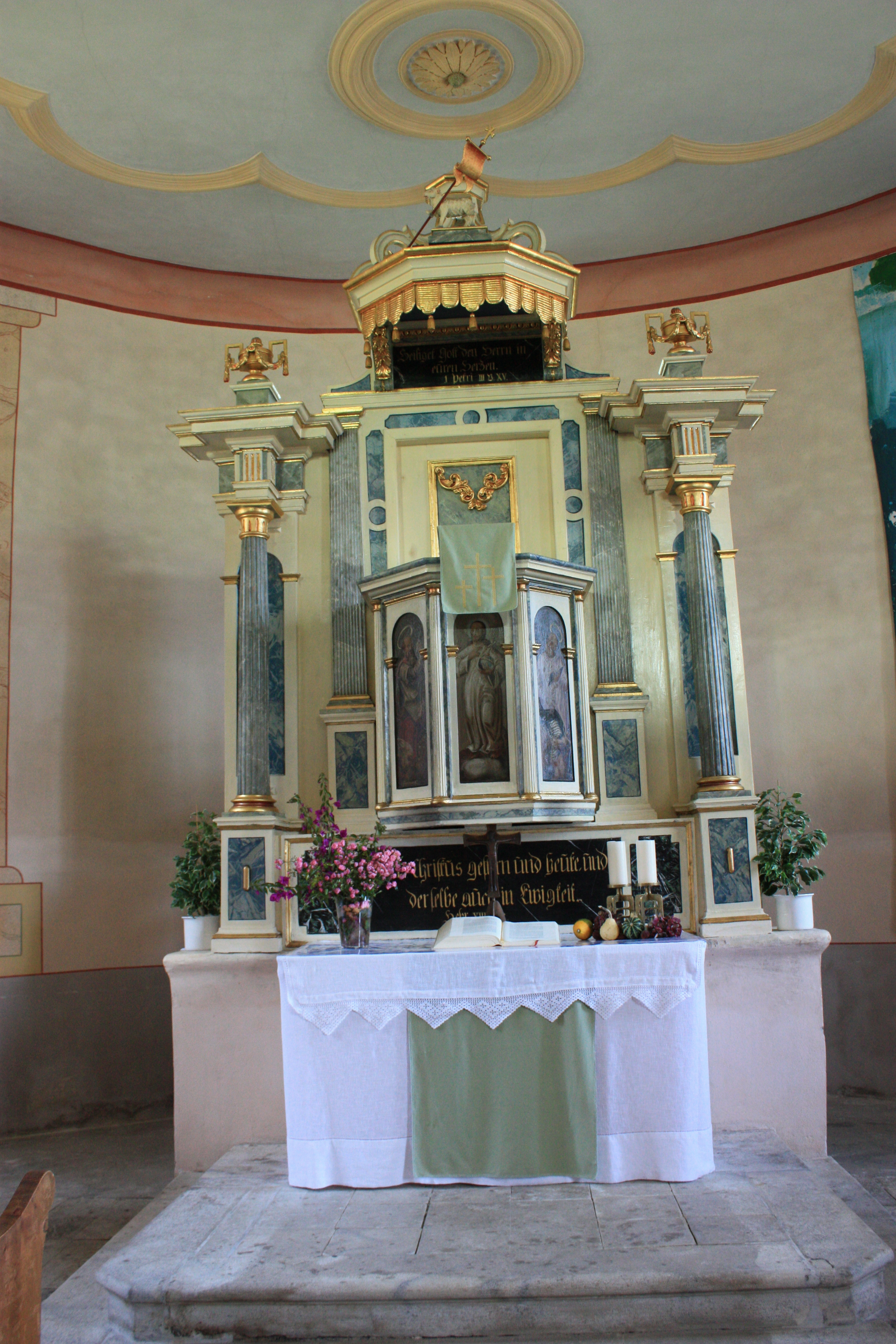
Kanzelaltar

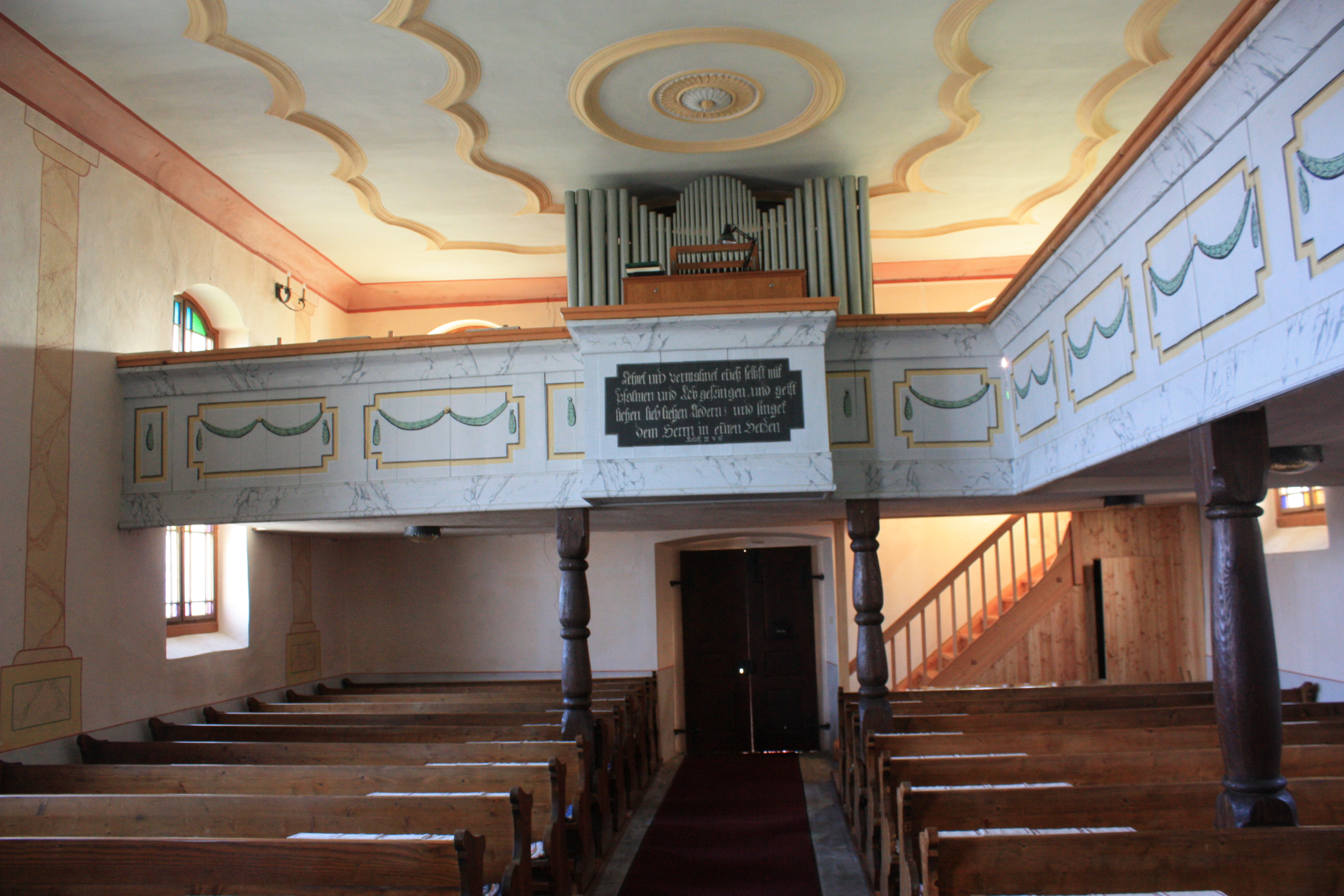
Empore und Orgel

Das Toleranzbethaus wurde 1803 als Saalkirche mit geschwungenem, eingezogenem Chor errichtet. Der Turm aus dem frühen 20. Jahrhundert dient mit seinen drei Öffnungen zu ebener Erde als Vorhalle. Er besitzt Biforenschallfenster und einen Spitzgiebelhelm.
Der Innenraum der Kirche hat eine Flachdecke mit Stuckrippen aus der Erbauungszeit. Die zweiseitige, gewinkelte Holzempore ist längs der nördlichen Langhauswand vorgezogen und ruht auf hölzernen Balustersäulen. Der Innenraumabschluss im Osten ist rund ausgeführt und wird von dem aus dem Jahr 1780 stammenden Kanzelaltar dominiert. In den Brüstungsfeldern der Kanzel befinden sich gemalte Darstellungen des Salvator Mundi und der vier Evangelisten. Der Schalldeckel wird von einem Agnus Dei gekrönt.
Die Kirche steht unter Denkmalschutz (Listeneintrag).